# Muhira
Muhira är ett vattendrag i Burundi.   Det ligger i provinsen Cibitoke, i den nordvästra delen av landet, 50 km norr om huvudstaden Bujumbura.
Omgivningarna runt Muhira är en mosaik av jordbruksmark och naturlig växtlighet. Runt Muhira är det tätbefolkat, med 383 invånare per kvadratkilometer.